# Vittorio Emanuele (pirofregata)
Vittorio Emanuele fu una pirofregata di I rango ad elica della Regia Marina.

## Storia

### Nel Regno di Sardegna
Costruita tra il 1854 ed il 1857 nei cantieri della Foce di Genova per conto della Marina del Regno di Sardegna, la nave risultò avere eccellenti qualità nautiche, tanto da navigare frequentemente a vela (allo scopo era dotata di elica sollevabile e fumaiolo retrattile). Costruita con scafo in legno con carena rivestita di rame, la nave aveva inizialmente un poderoso armamento di 77 cannoni, poi ridotti a 51 (16 cannoni lisci da 40 libbre, 14 cannoni-obici lisci da 20 libbre, 20 cannoni-obici lisci da 40 libbre ed un cannone lungo a canna liscia da 80 libbre).
Il 28 aprile 1860 la Vittorio Emanuele venne inviata, insieme alle pirofregate Maria Adelaide e Carlo Alberto, a perlustrale le coste meridionali della Sardegna.
Assegnata poi alla squadra comandata dall'ammiraglio Persano, la Vittorio Emanuele, al comando del capitano di vascello Giovan Battista Albini, partì da Napoli l'11 settembre 1860 per prendere parte all'assedio di Ancona. Il 16 settembre la squadra giunse nei pressi del capoluogo marchigiano; dopo aver inviato la pirofregata Costituzione in ricognizione, la formazione di Persano diresse per Rimini e poi Senigallia per cercare il generale Fanti, col quale l'ammiraglio avrebbe dovuto concordare le operazioni per occupare la piazzaforte marchigiana; il generale si era tuttavia già spostato con le sue truppe a Castelfidardo, e qui lo contattò Persano. Il 18 settembre, pianificato l'attacco, la flotta italiana fece la sua comparsa nelle acque di Ancona, venendo fatta segno del tiro delle fortezze difensive ed aprendo quindi a sua volta il fuoco. In questa prima azione di bombardamento venne pesantemente danneggiata la batteria di Colle Cappuccini, ma alcune cannonate caddero anche sulla città provocando la morte di una donna e due bambini. Il 20 settembre fu posto il blocco navale (eccezion fatta solo per la pesca), mentre il 22 ed il 23 furono effettuate nuove azioni di bombardamento, dirette principalmente contro la batteria del Cardeto. Il 25 ed il 26 settembre vennero fatti tentativi con squadre che su lance sbarcarono per rimuovere le catene che impedivano alle navi italiane l'accesso nel porto, ma in entrambi i casi le squadre italiane furono scoperte e dovettero ritirarsi. La situazione per le navi italiane stava inoltre divenendo piuttosto precaria: il carbone iniziava a scarseggiare e mancavano approdi per poter effettuare eventuali riparazioni. All'una del pomeriggio del 28 settembre la Vittorio Emanuele, insieme alle pirofregate a ruote Governolo e Costituzione, si ormeggiò nei pressi della potente fortezza della Lanterna: nonostante il continuo cannoneggiamento da parte del forte ed il vento di scirocco che complicava l'operazione (l'ancora della Vittorio Emanuele iniziò a perdere la presa sul fondale), le tre navi, cui poi fu inviata in rinforzo anche la Carlo Alberto, danneggiarono pesantemente la Lanterna ed affondarono tutte le imbarcazioni ormeggiate nei suoi pressi; infine il comandante Albini, riottenuto il controllo della nave dopo il problema dell'ormeggio, chiese ed ottenne libertà di manovra e condusse la Vittorio Emanuele ancora più sotto il forte (quasi ad un tiro di pistola da esso), contro il quale scatenò tutta la potenza di fuoco della sua nave: il deposito munizioni del forte, colpito, saltò in aria distruggendo la fortezza (rimasero uccisi 125 artiglieri su 150), e ciò fu tra le cause principali della resa della città, avvenuta l'indomani. Per la distruzione del forte il comandante Albini ricevette la Medaglia d'oro al valor militare.

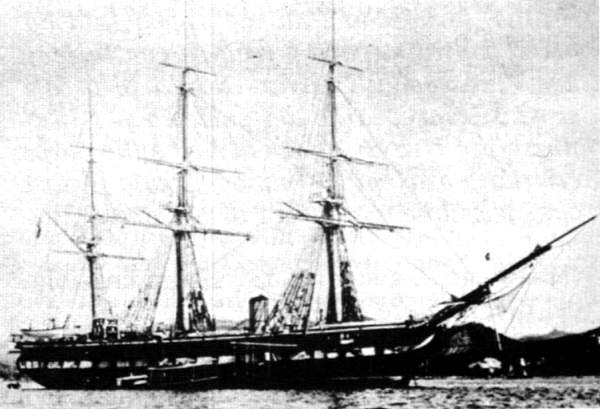
La Vittorio Emanuele nella foto ufficiale.

Pochi mesi dopo la nave, agli ordini del capitano di vascello Pompeo Provana del Sabbione, partecipò al bombardamento ed alla presa di un’altra piazzaforte marittima, quella di Gaeta. Il 10 gennaio 1861 la nave venne inviata nelle acque prospicienti Mola di Gaeta, con a bordo il principe di Carignano. Il 16 gennaio la nave venne impiegata per trasportare truppe a Mola di Gaeta e quattro giorni più tardi vi fece ritorno, per partecipare, il 22 gennaio 1861, insieme al resto della squadra navale, all'attacco alle fortificazioni di Gaeta: la nave bombardò le batterie di ponente delle fortificazioni. Inizialmente la Vittorio Emanuele, insieme alla Costituzione, alla Carlo Alberto ed alla pirocorvetta Monzambano, bombardò la città dalla parte del faro, poi, nel pomeriggio, la pirofregata, insieme alla Costituzione, alla Maria Adelaide ed alla cannoniera Ardita, bombardò pesantemente le batterie centrali. Nel corso del 22 gennaio le navi italiane, salpate alle 9.30, avevano sparato 4.000 proiettili; gran parte delle unità della flotta, compresa la Vittorio Emanuele, aveva riportato dei danni a causa del tiro delle fortezze borboniche, mentre nel cannoneggiamento delle navi italiane era stato affondato l'avviso borbonico Etna e gravemente danneggiata la fregata Partenope. Il 23 gennaio, terminato il bombardamento, la Vittorio Emanuele fece ritorno a Mola di Gaeta e diede inizio ad una crociera di vigilanza protrattasi sino al 16 febbraio, dopo la resa della città (che avvenne il 13 febbraio 1861, in seguito all'esplosione del deposito munizioni «Transilvania»). Otto membri dell'equipaggio della Vittorio Emanuele vennero decorati di Medaglia d'argento al valor militare per le operazioni dell'assedio di Gaeta.
Il 12 marzo la nave inviata a Messina e lì bombardò il forte della città, dove ancora resisteva una guarnigione borbonica, obbligandolo alla resa, avvenuta il 13 marzo 1861.

### Nella Regia Marina
Appena tre giorni dopo, il 17 marzo 1861, con la nascita della Regia Marina, la Vittorio Emanuele venne iscritta nei ruoli della nuova Marina.
Successivamente all'unificazione la pirofregata venne impiegata, oltre che per i compiti consueti, anche per ruoli di rappresentanza, venendo poi temporaneamente posta in disarmo.

#### La terza guerra d'indipendenza
Nell'aprile 1866 la Vittorio Emanuele venne riarmata e, assegnata all'armata d'operazioni, partecipò alle operazioni navali della terza guerra d'indipendenza nell'Adriatico. Nel corso del riarmo la pirofregata aveva subito un rimodernamento dell'armamento, ora composto da un cannone da 270 mm, otto pezzi rigati da 160 mm, 32 cannoni lunghi a canna liscia da 160 mm, dieci cannoni-obici lisci da 200 mm e 6 cannoni da sbarco in bronzo. Non avendo nessun macchinista tra l'equipaggio, la pirofregata (come anche la pirocorvetta San Giovanni), partita da Taranto, poté arrivare ad Ancona, dove si era radunata la flotta, solo il 28 giugno 1866, tre giorni dopo il resto della squadra.
Dall'8 al 12 luglio la flotta italiana fu in crociera di guerra nell'Adriatico, senza tuttavia incontrare forze navali nemiche.
Nel primo pomeriggio del 16 luglio l'armata salpò da Ancona diretta a Lissa, dove di progettava di sbarcare. L'attacco ebbe inizio nella mattina del 18 luglio, con pesanti bombardamenti diretti contro le fortificazioni dell'isola: la Vittorio Emanuele, insieme alle altre unità della II Squadra (pirofregate Maria Adelaide, Gaeta, Duca di Genova e Garibaldi, pirocorvetta San Giovanni), avrebbe dovuto bombardare le fortificazioni di Porto Manego, luogo prescelto per lo sbarco. Di fatto fu appunto la sola Vittorio Emanuele, oltre alla Maria Adelaide (nave di bandiera del viceammiraglio Giovan Battista Albini, comandante della II Squadra), ad eseguire una peraltro blanda azione di bombardamento contro la batteria San Vito: l'unità sparò un solo colpo con il cannone prodiero da 270 mm, mentre la Maria Adelaide eseguì una singola bordata di quattordici pezzi, poi la squadra si ritirò, decisione giustificata da Albini (che l'aveva presa dopo aver convocato tutti i comandanti sulla Maria Adelaide ed averli consultati) con la presenza di scogli affioranti e di una batteria precedentemente non individuata. Inoltre le fregate in legno, pur disponendo di portelli che consentivano una maggiore elevazione dei cannoni rispetto alle unità corazzate, si erano portate troppo sottocosta per poter efficacemente battere le batterie avversarie, la cui altitudine fu peraltro sovrastimata.
Nella mattina del 19 luglio, giunte di rinforzo le pirofregate Principe Umberto, Carlo Alberto e Governolo con una compagnia di fanteria, l'azione contro Lissa riprese. Nella giornata del 19 luglio le navi della II Squadra (giunta ora a comprendere tutte le unità in legno dell'armata, ovvero sette pirofregate ad elica e due a ruote, oltre ad una pirocorvetta ad elica), insieme alla flottiglia cannoniere del capitano di fregata Sandri (tre unità, più un avviso, un trasporto ed una nave ospedale), dapprima bombardarono i forti esterni di Porto San Giorgio, quindi effettuarono un tentativo di sbarco con 2.000 uomini a Porto Carober. Il tentativo di sbarco fallì in quanto il viceammiraglio Albini, vedendo le lance con le truppe destinate allo sbarco bersagliate da un forte tiro di fucileria, ordinò di riprendere a bordo tutte le truppe.
All'alba del 20 luglio, ricevuto un rinforzo di 500 uomini (la forza da sbarco ammontava ora a 2.500-3.000 uomini), la II Squadra si portò nuovamente nelle acque di Porto Carober per ritentare lo sbarco, ma alle 7.50 del mattino, mentre lo sbarco era già in corso, sopraggiunse la squadra navale austroungarica agli ordini del viceammiraglio Wilhelm von Tegetthoff: ebbe così inizio la battaglia di Lissa, conclusasi con una drammatica sconfitta della flotta italiana. L'ammiraglio Albini ordinò di sospendere lo sbarco e di reimbarcare in fretta le truppe, facendo rientrare le lance e facendole prendere a rimorchio dalle cannoniere di Sandri: il reimbarco fu tuttavia frettoloso e non pochi equipaggiamenti vennero abbandonati e caddero quindi in mano nemica. Inoltre, Albini perse tempo a recuperare le lance, compito che, secondo gli ordini, avrebbe dovuto essere di competenza della sola flottiglia Sandri. Nei piani di battaglia del comandante l'armata, ammiraglio Carlo Pellion di Persano, la II Squadra avrebbe dovuto seguire e supportare il gruppo delle corazzate, composto dalle squadre I e III con, in quel momento, dieci unità, ma Albini, che aveva rancori nei confronti di Persano, procedette così lentamente da restare molto distanziato, quindi non partecipò minimamente alla battaglia, lasciando le dieci corazzate di Persano a battersi da sole contro l'intera flotta austroungarica (26 unità). Se si eccettua l'iniziativa dei loro comandanti della Principe Umberto e della Governolo, che lasciarono il loro posto nella II Squadra per accorrere in aiuto delle corazzate ma vennero presto richiamati indietro, la II Squadra rimase del tutto inattiva per tutta la durata della battaglia, che vide la perdita, da parte italiana, delle unità corazzate Re d’Italia e Palestro.

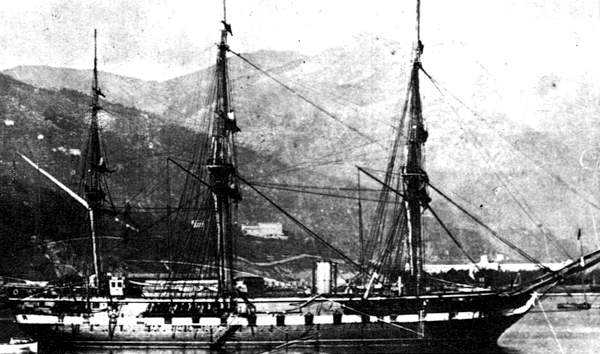
La Vittorio Emanuele alla fonda a La Spezia.

Dopo un tentativo di contrattacco ordinato da Persano ma seguito da due sole unità, e pertanto subito abortito, la battaglia si concluse verso le 14, anche se la flotta italiana rimase ad incrociare sul posto sino a sera, quando Persano ordinò infine di rientrare ad Ancona.
Successivamente a Lissa l'armata venne sciolta, e tutte le navi in legno furono fatte rientrare a Taranto.
Dal porto pugliese la Vittorio Emanuele, carica di truppe, venne mandata a Palermo, dove sbarcò i militari che avevano il compito di reprimere la rivolta scoppiata nel capoluogo siciliano nel settembre 1866.
Successivamente la nave venne posta in disarmo, dapprima a Genova e poi a Napoli.

#### Il servizio come nave scuola e gli ultimi anni
Nel giugno 1873 la vecchia pirofregata venne riarmata come nave scuola: in tale ruolo effettuò 28 campagne d'istruzione nei mari di tutto il mondo. Nel 1884 fu allievo sulla Vittorio Emanuele Luigi Amedeo di Savoia, Duca degli Abruzzi. Nella campagna d'istruzione del 1889 la nave, partita in luglio e rientrata in settembre, costeggiò la Francia mediterranea e toccò inoltre altri porti quali Gibilterra, Tangeri e Cadice.
L'armamento venne più volte ridimensionato. Nel 1878 venne ridotto a due cannoni rigati da 203 mm, venti cannoni rigati da 165 mm, quattro cannoni in bronzo da 80 mm ed altrettanti da 75 mm. Nel 1894, in seguito a nuovi lavori, la Vittorio Emanuele ricevette un armamento composto da dieci cannoni rigati da 165 mm e due da 120 mm. Ulteriori modifiche portarono infine ad un armamento costituito da 6 cannoni da 120 mm, 4 da 75 mm e 2 da 57 mm.
Il 23 giugno 1893 la pirofregata, agli ordini del comandante Parascandolo, prese il mare per la prima crociera d'istruzione oceanica della Regia Marina, con a bordo 109 allievi. La nave, posta in una squadra comandata dal contrammiraglio Morin e comprensiva degli incrociatori Amerigo Vespucci e Flavio Gioia (ognuno dei quali con 84 allievi a bordo), passò lo stretto di Gibilterra il 5 luglio ed iniziò quindi la traversata dell'Atlantico (pressoché tutta a vela) fino ad Annapolis, dove giunse il 4 agosto, toccando poi anche i porti di Baltimora e New York. Il 31 agosto le tre navi ripartirono ed esattamente due mesi più tardi approdarono a Livorno, dopo aver percorso in tutto 10.574 miglia (6695 a vela e 3978 a vapore).
Nell'ottobre 1896 la Vittorio Emanuele rientrò a Taranto terminando l'ultima crociera d'istruzione, ed il 26 ottobre venne posta definitivamente in disarmo. Fu radiata il 10 giugno 1900.
Denominata GM 18 ed adibita come batteria galleggiante alla difesa della base di Taranto, vi rimase sino al 1907, anno in cui venne demolita.